# Al-Kita
Al-Kita (arab. الكيطة) – wieś w Syrii, w muhafazie Aleppo. W 2004 roku liczyła 1227 mieszkańców.